# 6426 Vanýsek
6426 Vanýsek è un asteroide della fascia principale. Scoperto nel 1995, presenta un'orbita caratterizzata da un semiasse maggiore pari a 2,4238526 UA e da un'eccentricità di 0,1721355, inclinata di 2,78944° rispetto all'eclittica.